# Bol suspendu

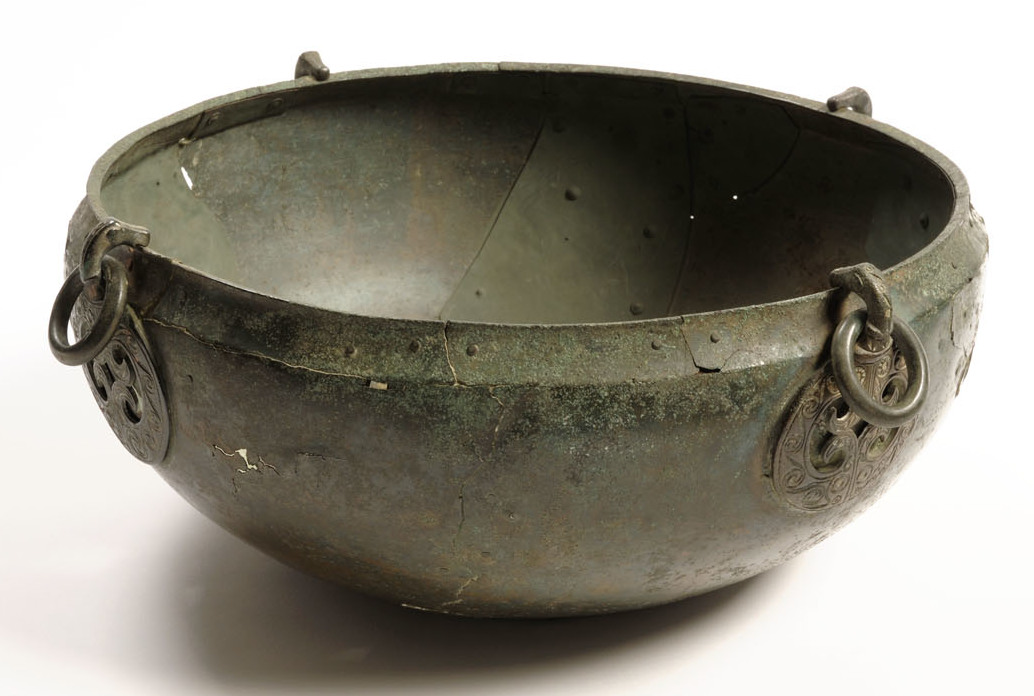
Un bol suspendu retrouvé à Baginton, dans le Warwickshire.

Un bol suspendu est un type d'artefact caractéristique du début du haut Moyen Âge en Angleterre. Il s'agit d'un bol en métal (généralement du bronze, parfois de l'argent) qui peut être suspendu à l'aide de crochets fixés sur des écussons décorés placés sur le rebord extérieur.
La plupart des bols suspendus connus ont été découverts dans des sépultures anglo-saxonnes des VIe et VIIe siècle, comme la nécropole de Sutton Hoo, mais leurs décorations reflètent une influence celtique. Des exemples plus tardifs, produits en Irlande, ont été retrouvés dans des sépultures vikings.
Leur fonction exacte est inconnue. Ils servaient peut-être au lavage des mains avant les repas.